# Тадаев, Рамзан Саидович
Рамзан Саидович Тадаев (род. 5 января 1999) — российский тяжелоатлет, бронзовый призёр чемпионата России 2022 года, мастер спорта России. Выступает в весовой категории до 55 кг. Наставниками Тадаева являются Касум Магомадов и С. У. Эдиев.
На розыгрыше Кубка России 2021 года в Старом Осколе Тадаев занял 9-е место, выполнив при этом норматив мастера спорта России (90+110=200 кг). На чемпионате России 2021 года в Ханты-Мансийске был пятым (95+116=211 кг). В 2021 году на первенстве России среди молодёжи Тадаев стал 4-м (98+113=211 кг). В 2022 году на первенстве России среди юниоров снова занял 4-е место (94+115=209 кг). На чемпионате России 2022 года среди взрослых в Хабаровске стал третьим в сумме двоеборья (100+117=217 кг).

## Спортивные результаты
- Чемпионат России по тяжёлой атлетике 2021 года — 5 место;
- Чемпионат России по тяжёлой атлетике 2022 года — ;